# Boulton Paul Balliol
Le Boulton Paul Balliol est un avion d'entraînement britannique de l'immédiat après-guerre ayant volé au sein de la Royal Air Force. Il a connu une version navalisée désignée Sea Balliol ayant servi au sein de la Fleet Air Arm. Il est également connu comme le premier avion au monde à avoir volé grâce à un unique turbopropulseur.

## Historique

### Développement
En décembre 1945 l'Air Ministry émit la Specification 7/45 relative à un avion d'entraînement à même de remplacer le North American Harvard alors en service au sein des unités d'instruction de la RAF. Deux constructeurs furent alors mis en concurrence : Avro et Boulton Paul avec des projets relativement similaires. Le premier proposait son Athena (en) tandis que le second présentait son Balliol. L'état-major britannique passa alors commande pour deux prototypes différents.
Le Boulton Paul Balliol se présentait sous la forme d'un monoplan monomoteur biplace doté d'un cockpit dans lequel l'instructeur et son élève s'installaient côte-à-côte. Doté d'une aile basse cantilever et d'un train d'atterrissage classique escamotable il était usiné intégralement en métal. Initialement pensé pour être mû par un turbopropulseur le prototype fut assemblé autour d'un moteur en étoile Bristol Mercury Mk.30 de 820 chevaux, une motorisation jugée obsolète par l'Air Ministry. Destiné tout autant à l'entraînement primaire qu'avancé le Balliol fut doté d'un armement permettant l'entraînement au tir. Une mitrailleuse de calibre 7,7 mm fut donc installée en position de chasse, c'est-à-dire permettant un tir vers l'avant. Connu sous la désignation constructeur de Boulton Paul P.108, le Balliol réalisa son premier vol le 30 mai 1947.
Quelques mois plus tard, en juillet 1948 un second prototype de l'avion réalisa son vol inaugural, cette fois ci propulsé par un turbopropulseur Armstrong Siddeley Mamba. Préfigurant un avion de série il fut baptisé Balliol T Mk.1 par la RAF. Malgré l'intérêt industriel d'avoir fait voler le premier monoturbopropulseur au monde, celui-ci ne dépassa pas le stade de l'avion de présérie. L'Air Ministry prit la décision de commander le Balliol doté d'un moteur en V Rolls-Royce Merlin Mk.35 d'une puissance de 1 245 ch. Celui-ci entraînait une hélice quadripale en métal. Une commande fut passée pour 196 exemplaires de cette série désignée Balliol T Mk.2.
En septembre 1948 le deuxième prototype du Balliol T Mk.1 fut essayé par la Fleet Air Arm mais avec la motorisation du Balliol T Mk.2. L'avion suscita là encore un certain intérêt si bien que des travaux de navalisation furent entrepris par Boulton Paul, en vue de rendre ces avions aptes à servir depuis les porte-avions de la classe Colossus. Une crosse d'appontage et un train d'atterrissage renforcé furent les principales différences visibles entre le Balliol et le nouvel avion, désigné Sea Balliol T Mk.21.

### En service

#### Service opérationnel
Au sein de la RAF le Balliol fut utilisé pour l'entraînement primaire et intermédiaire des futurs pilotes de chasse et de bombardiers entre 1950 et 1957, permettant ainsi d'envoyer à la casse les derniers Harvard. Ces avions furent en fait les derniers avions à pistons employés pour l'entraînement intermédiaire, avant l'arrivée des De Havilland Vampire T Mk.11. Parmi toutes les unités britanniques qui volèrent sur cet avion c'est la No. 7 Flying Training School, unité de la Central Flying School, qui utilisa le plus grand nombre de Balliol T Mk.2.
Dans la Fleet Air Arm le Sea Balliol T Mk.21 eut un rôle assez similaire à celui des Balliol de la RAF. En effet mis à part l'entraînement avancé des pilotes de Westland Wyvern ceux-ci remplissaient des missions d'entraînement primaire et secondaire. C'est sur cet avion que, de 1950 à 1961 les jeunes pilotes de la marine britannique apprenaient à apponter. Ils furent là encore remplacés par des jets.
En outre les Balliol et Sea Balliol furent mis en œuvre comme avions de soutien technique, voire de liaisons aériennes, par certains organismes parapublics britanniques comme l'Aeroplane and Armament Experimental Establishment ou encore l'Empire Test Pilots School, l'école des pilotes d'essais de la RAF. Certains Balliol y demeurant en service jusqu'à la fin des années 1960.
À l'export le Balliol ne fut commandé que par la seule Force aérienne royale de Ceylan qui fit l'acquisition en 1956 de dix Balliol T Mk.2. Ces avions furent utilisés jusqu'en 1983 pour l'entraînement primaire des futurs pilotes. Ils laissèrent la place à des Cessna 150 plus rudimentaires.

#### Utilisateurs
- Royaume-Uni
  - Royal Air Force.
    - Central Flying School
      - no 3 Civilian Anti-aircraft Cooperation Unit.
      - no 7 Flying Training School.

    - no 238 Operational Conversion Unit.
    - no 288 Squadron.

  - Fleet Air Arm.
    - no 702 Naval Air Squadron.
    - no 750 Naval Air Squadron.
    - no 781 Naval Air Squadron.
    - no 1843 Naval Air Squadron.

  - Aeroplane and Armament Experimental Establishment.
  - Empire Test Pilots School.

- Sri Lanka
  - Royal Ceylan Air Force.

## Avions construits

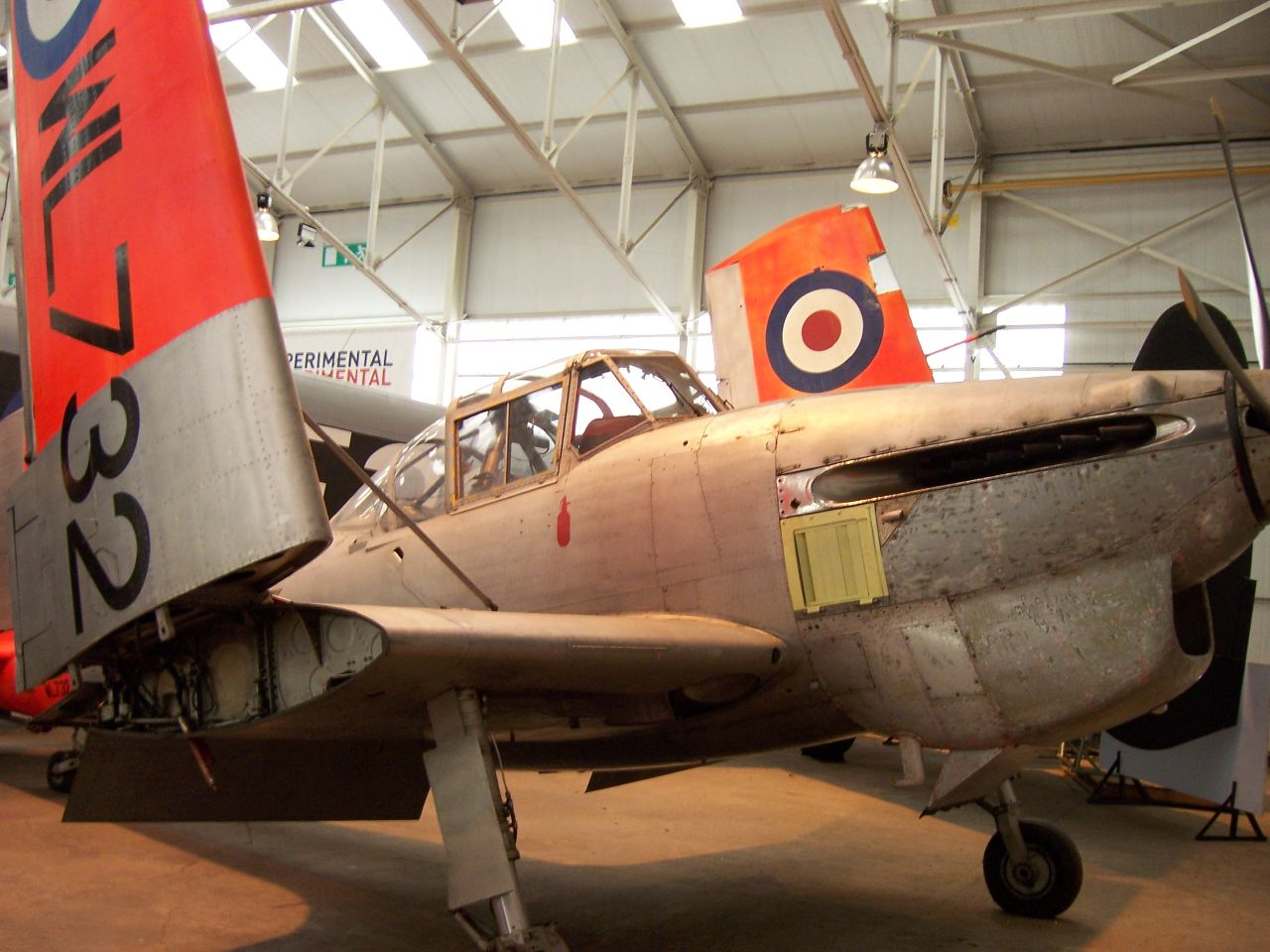
Boulton Paul Sea Balliol T MK.21 au RAF Museum.

L'usinage des avions fut réalisé par Boulton Paul et Blackburn Aircraft.

### Versions
- Boulton Paul P.108 : Désignation attribuée par le constructeur, désigne également le premier prototype.
- Boulton Paul Balliol T Mk.1 : Désignation attribuée aux trois avions de présérie mus par un turbopropulseur Armstrong-Siddeley Mamba.
- Boulton Paul Balliol T Mk-2 : Désignation attribuée à la version de série, construite à 196 exemplaires mus par un moteur en V Rolls-Royce Merlin Mk.35.
- Boulton Paul Sea Balliol T Mk.21 : Désignation attribuée à une version navalisée du Balliol T Mk.2, construite à trente exemplaires[1] mus par un moteur en V Rolls-Royce Merlin Mk.35.

### Machines préservées
- Balliol T Mk-2, codé WN149, préservé par la Boulton Paul Association, à Wolverhampton au Royaume-Uni[4].
- Balliol T Mk-2, codé WN534, préservé par la Boulton Paul Association, à Wolverhampton au Royaume-Uni[5].
- Sea Balliol T Mk-21, codé WL732, préservé par le RAF Museum Cosford, à Albrighton au Royaume-Uni[6].